# Deutsche Alpine Skimeisterschaften 2017
Die Deutschen Alpinen Skimeisterschaften 2017 fanden von 24. März bis 9. April 2017 in Bischofswiesen, Saalbach-Hinterglemm und am Pass Thurn statt. Die Rennen waren zumeist international besetzt, um die Deutsche Meisterschaft fuhren jedoch nur die deutschen Teilnehmer. Die Abfahrt der Herren sowie Abfahrt, Super-G und Kombination der Damen mussten ersatzlos gestrichen werden.

## Herren

### Abfahrt
Abgesagt.

### Super-G
| Platz | Name                       | Zeit        |
| ----- | -------------------------- | ----------- |
| 01    | Niklas Köck (AUT)          | 0:56,25 min |
| 02    | Josef Ferstl               | 0:56,39 min |
| 03    | Christopher Neumayer (AUT) | 0:56,60 min |
| 04    | Dominik Schwaiger          | 0:56,73 min |
| 05    | Klemen Kosi (SLO)          | 0:56,83 min |
| 06    | Michael Offenhauser (AUT)  | 0:57,08 min |
| 07    | Andreas Sander             | 0:57,17 min |
| 08    | Otmar Striedinger (AUT)    | 0:57,24 min |
| 09    | Manuel Schmid              | 0:57,47 min |
| 010   | Frederic Berthold (AUT)    | 0:57,57 min |

Datum: 1. April 2017

Ort: Saalbach-Hinterglemm (AUT)

Start: 1542 m, Ziel: 1060 m

Höhendifferenz: 482 m

Tore: 36

### Riesenslalom
| Platz | Name                       | Zeit        |
| ----- | -------------------------- | ----------- |
| 01    | Christian Hirschbühl (AUT) | 1:51,65 min |
| 02    | Thomas Hettegger (AUT)     | 1:52,01 min |
| 03    | Daniel Meier (AUT)         | 1:52,14 min |
| 04    | Hannes Zingerle (ITA)      | 1:52,17 min |
| 05    | Johannes Strolz (AUT)      | 1:52,21 min |
| 06    | Marco Schwarz (AUT)        | 1:52,35 min |
| 07    | Michael Matt (AUT)         | 1:52,36 min |
| 08    | Linus Straßer              | 1:52,72 min |
| 09    | Mathias Graf (AUT)         | 1:52,79 min |
| 010   | Dominik Raschner (AUT)     | 1:52,85 min |
| 013   | Georg Hegele               | 1:53,66 min |
| 014   | Simon Jocher               | 1:53,84 min |

Datum: 9. April 2017

Ort: Pass Thurn (AUT)

Start: 1774 m, Ziel: 1496 m

Höhendifferenz: 278 m

Tore 1. Lauf: 37, Tore 2. Lauf: 37

### Slalom
| Platz | Name                      | Zeit        |
| ----- | ------------------------- | ----------- |
| 01    | Linus Straßer             | 1:24,26 min |
| 02    | Dominik Stehle            | 1:24,36 min |
| 03    | Dominik Raschner (AUT)    | 1:25,27 min |
| 04    | Dalibor Šamšal (HUN)      | 1:25,64 min |
| 05    | Fabio Gstrein (AUT)       | 1:25,80 min |
| 06    | Stefan Luitz              | 1:25,96 min |
| 07    | Steffan Winkelhorst (NED) | 1:26,02 min |
| 08    | Mathias Graf              | 1:26,12 min |
| 09    | Adrian Meisen             | 1:26,29 min |
| 010   | Philipp Schmid            | 1:26,31 min |

Datum: 26. März 2017

Ort: Bischofswiesen

Start: 1325 m, Ziel: 1165 m

Höhendifferenz: 160 m

Tore 1. Lauf: 51, Tore 2. Lauf: 51

### Kombination
| Platz | Name              | Zeit        |
| ----- | ----------------- | ----------- |
| 01    | Linus Straßer     | 1:43,35 min |
| 02    | Thomas Dreßen     | 1:44,01 min |
| 03    | Anton Tremmel     | 1:44,47 min |
| 04    | Istok Rodeš (CRO) | 1:44,74 min |
| 05    | Simon Jocher      | 1:44,78 min |
| 06    | Anton Grammel     | 1:45,61 min |
| 07    | Niklas Köck (AUT) | 1:45,73 min |
| 08    | Andreas Sander    | 1:46,51 min |
| 09    | Philipp Porwol    | 1:46,55 min |
| 010   | Heiner Längst     | 1:46,65 min |

Datum: 1. April 2017

Ort: Saalbach-Hinterglemm (AUT)

Start: 1542 m, Ziel: 1060 m (Abfahrt)

Höhendifferenz: 482 m

Tore Abfahrt: 36, Tore Slalom: 57

## Damen

### Abfahrt
Abgesagt.

### Super-G
Abgesagt.

### Riesenslalom
| Platz | Name                          | Zeit        |
| ----- | ----------------------------- | ----------- |
| 01    | Susanne Weinbuchner           | 2:13,03 min |
| 02    | Maryna Gąsienica-Daniel (POL) | 2:13,11 min |
| 03    | Leona Popović (CRO)           | 2:13,55 min |
| 04    | Adriana Jelinkova (NED)       | 2:13,61 min |
| 05    | Lucia Rispler                 | 2:13,65 min |
| 06    | Patrizia Dorsch               | 2:14,30 min |
| 07    | Martina Willibald             | 2:14,35 min |
| 08    | Kateřina Pauláthová (CZE)     | 2:14,39 min |
| 09    | Maren Wiesler                 | 2:14,49 min |
| 010   | Christiane Winkler            | 2:14,99 min |

Datum: 24. März 2017

Ort: Bischofswiesen

Start: 1170 m, Ziel: 880 m

Höhendifferenz: 290 m

Tore 1. Lauf: 40, Tore 2. Lauf: 40

### Slalom
| Platz | Name                       | Zeit        |
| ----- | -------------------------- | ----------- |
| 01    | Christina Geiger           | 1:33,68 min |
| 02    | Martina Dubovská (CZE)     | 1:33,75 min |
| 03    | Adriana Jelinkova (NED)    | 1:34,85 min |
| 04    | Marina Wallner             | 1:34,94 min |
| 05    | Julia Grünwald (AUT)       | 1:35,22 min |
| 06    | Hannah Köck (AUT)          | 1:35,30 min |
| 07    | Susanne Weinbuchner        | 1:35,99 min |
| 08    | Anne Kissling              | 1:37,12 min |
| 09    | Leona Popović (CRO)        | 1:37,33 min |
| 010   | Melanie Niederdorfer (AUT) | 1:37,72 min |

Datum: 8. April 2017

Ort: Pass Thurn (AUT)

Start: 1890 m, Ziel: 1716 m

Höhendifferenz: 174 m

Tore 1. Lauf: 54, Tore 2. Lauf: 54

### Kombination
Abgesagt.